# Ónody Géza
Ónody Géza (Tiszaeszlár, 1848. február 28. – Budapest, Józsefváros, 1923. április 2.) országgyűlési képviselő, a magyarországi antiszemita mozgalom egyik korai vezéralakja Istóczy Győző mellett.

## Életrajza
1848-ban született a Szabolcs vármegyei Tiszaeszláron Szentmártoni Ónody Pál és Darvas Borbála fiaként, 1848. március 7-én keresztelték. Kassán tanult jogot, majd a Dunántúlon végezte gyakorlati idejét, melynek leteltével bírói vizsgát tett. Ezután három évig a kaposvári főszolgabíróságnál dolgozott, mígnem 1871-ben Somogy vármegye csurgói járásának segédszolgabírójává nevezték ki, majd még abban az évben az alsódadai járás szolgabírója lett. 1874-ben az állásáról lemondott. az 1881-es választásokon 48-as függetlenségi programmal a hajdúnánási kerületben nyert először országgyűlési mandátumot.
Az Országgyűlésben 1882. május 23-án ő hozta először szóba a tiszaeszlári pert, melynek kapcsán antiszemita nézeteket fejtett ki. Ebben Istóczy Győző személyében hamar társra lelt. Részt vett az Országos Antiszemita Párt életre hívásában 1883 októberében, aminek az egyik vezéralakja, Andreánszky Gáborral közösen pedig társelnöke lett egészen annak széteséséig. Ónody képviselte a függetlenségi (a kiegyezést eltérő mértékben, de elvető, „48-as”), míg Andreánszky a kiegyezést támogató („67-es”) vonalat. A párt színeiben az 1884-es és az 1887-es választásokon is országgyűlési mandátumot nyert, mindahányszor a hajdúnánási kerületben.
1892-re az Antiszemita Párt végérvényesen szétesett, ennek ellenére több egykori tagtársához hasonlóan Ónody is indult a soron következő, 1892-es választásokon, de Hajdúnánás helyett a tiszalöki kerületben, amit meg is nyert. Időközben korábbi fanatizmusa fokozatosan elkopott, s az 1896-os választásokon már nem is indult, az aktív politizálástól Istóczyhoz hasonlóan visszavonult. 1917-ben, 69 éves korában a pénzügyminiszter a nyíregyházai pénzügyigazgatösághoz ideiglenes minőségű adóügyi biztossá nevezte ki.
Elhunyt 1923. április 2-án Budapesten, a Szent Rókus kórházban (Gyulai Pál u. 2.) gégerák következtében.
1923. január 5-én már elhunytként említik a fiának egy birtokkal kapcsolatos perében. 1927-ben Krúdy Gyula írt róla nekrológgal felérő visszaemlékezést a tiszaeszlári ügy ismertetése kapcsán.

## Művei
Költeménye az Abauj-Kassai Közlönyben (1867) jelent meg, de a Somogy című folyóiratnak is munkatársa volt. Országgyűlési beszédeit az Országgyűlési Naplók tartalmazzák.
Önálló könyve egy jelent meg. Címe Tisza-Eszlár a multban és jelenben. A zsidókról általában. Zsidó mysteriumok. Ritualis gyilkosságok és véráldozatok. A tisza-eszlári eset. Budapest, 1883. (Németre ford. Marcziányi György. Majláth Kálmán gróf bevezetésével).